# Grand Prix Cycliste de Québec 2016
7. edycja wyścigu kolarskiego Grand Prix Cycliste de Québec odbyła się 9 września 2016 roku i liczyła 201,6 km. Start i meta wyścigu znajdowały się w Québecu. Wyścig ten figurował w rankingu światowym UCI World Tour 2016.

## Uczestnicy
Na starcie wyścigu stanęło 21 ekip, osiemnaście drużyn jeżdżących w UCI World Tour 2016 i trzy zespoły zaproszone przez organizatorów z tzw. "dziką kartą".
Lista drużyn uczestniczących w wyścigu:
| Numery  | Kod | Drużyna            |
| ------- | --- | ------------------ |
| 1-8     | TNK | Tinkoff            |
| 11-18   | CDT | Cannondale-Drapac  |
| 21-28   | LTS | Lotto Soudal       |
| 31-38   | MOV | Movistar Team      |
| 41-48   | SKY | Team Sky           |
| 51-58   | BMC | BMC Racing Team    |
| 61-68   | KAT | Team Katusha       |
| 71-78   | EQS | Etixx-Quick Step   |
| 81-88   | OBE | Orica-BikeExchange |
| 91-98   | TRE | Trek-Segafredo     |
| 101-108 | FDJ | FDJ                |

| Numery  | Kod | Drużyna              |
| ------- | --- | -------------------- |
| 111-118 | AST | Pro Team Astana      |
| 121-128 | TLJ | Team LottoNL-Jumbo   |
| 131-138 | ALM | Ag2r-La Mondiale     |
| 141-148 | LAM | Lampre-Merida        |
| 151-158 | GIA | Team Giant-Alpecin   |
| 161-168 | IAM | IAM Cycling          |
| 171-178 | DDD | Team Dimension Data  |
| 181-188 | DEN | Direct Énergie       |
| 191-198 | BOA | Bora-Argon 18        |
| 201-208 | CAN | Reprezentacja Kanady |

## Wyniki wyścigu
| Miejsce | Zawodnik          | Państwo   | Drużyna            | Czas       |
| ------- | ----------------- | --------- | ------------------ | ---------- |
| 1.      | Peter Sagan       | Słowacja  | Tinkoff            | 5h 07' 13" |
| 2.      | Greg van Avermaet | Belgia    | BMC Racing Team    | + 0"       |
| 3.      | Anthony Roux      | Francja   | FDJ                | + 0"       |
| 4.      | Alberto Bettiol   | Włochy    | Cannondale-Drapac  | + 0"       |
| 5.      | Michael Matthews  | Australia | Orica-BikeExchange | + 0"       |
| 6.      | Nathan Haas       | Australia | Dimension Data     | + 0"       |
| 7.      | Diego Ulissi      | Włochy    | Lampre-Merida      | + 0"       |
| 8.      | Bauke Mollema     | Holandia  | Trek-Segafredo     | + 0"       |
| 9.      | Petr Vakoč        | Czechy    | Etixx-Quick Step   | + 0"       |
| 10.     | Rigoberto Urán    | Kolumbia  | Cannondale-Drapac  | + 0"       |
|         |                   |           |                    |            |
| 76.     | Rafał Majka       | Polska    | Tinkoff            | + 2' 24"   |
| 103.    | Maciej Bodnar     | Polska    | Tinkoff            | + 5' 00"   |